# الحون (جحانة)

تعديل مصدري - تعديل

الحون هي إحدى قرى عزلة حضر بمديرية جحانة التابعة لمحافظة صنعاء، بلغ تعداد سكانها 308 نسمة حسب تعداد اليمن لعام 2004.